# Claude-Émile Gaudin
Pour les personnes ayant le même patronyme, voir Gaudin.
Claude-Émile Gaudin, né le 28 février 1768 à Versailles et mort le 20 juin 1836 à Stains, est un homme politique français. Il est député de la Loire au Conseil des Cinq-Cents sous le Directoire et facilite le coup d'État du 18 brumaire. Il est ensuite membre du Tribunat sous le Consulat.

## Biographie
Il est le fils de l'écuyer Jean-Marie Gaudin, seigneur de Feurs et commissaire de la Marine, premier commis des Affaires Étrangères et secrétaire général des Postes, anobli par lettres de février 1764, et d'Hélène-Magdeleine de Jouvencel. Il est le neveu de Blaise de Jouvencel, le cousin de Ferdinand de Jouvencel et le beau père de Christian François Joseph Paulze d'Ivoy, fermier général et frère de Madame de Lavoisier. 
Il est envoyé, en 1793, à Constantinople, en qualité de secrétaire général de la légation. À son retour en France il fut nommé commissaire du Directoire dans le département de la Loire. 
Claude-Émile Gaudin fut élu, le 25 germinal an VII, député de ce département au Conseil des Cinq-Cents. Il s'y montra favorable au coup d'État du 18 brumaire, proposa, à la séance de Saint-Cloud, des mesures propres à le hâter, invita ses collègues « à montrer le même dévouement qu'au 18 fructidor », et signa, comme secrétaire du Conseil, le décret par lequel le Corps législatif « excluait de son sein » les opposants à cette journée et conférait tous les pouvoirs aux trois consuls. 
Après avoir été nommé en 1798 consul de France à Bucarest, il devînt le (19 brumaire an VIII) membre de la Commission intermédiaire, et, le 4 nivôse de la même année, fut nommé au Tribunat. Le 21 décembre 1800, il rappela les motifs qui avaient engagé Napoléon Bonaparte à entreprendre l'expédition d'Égypte, les obstacles que les Anglais y avaient mis dans la crainte de voir détruire leur commerce de l'Inde, la conduite de nos généraux et leurs victoires, et proposa l'impression des pièces officielles envoyées de cette armée. Il parla ensuite sur le projet relatif à la dette publique, fut élu secrétaire le 21 juin 1803, sortit du Tribunat en 1804. 
Il obtint plus tard le poste d'inspecteur du cadastre et conserva cette fonction jusqu'en 1813. On perd sa trace après cette époque.
Lors de son séjour à Constantinople, le 9 novembre 1795, il se marie avec Anna Summaripa (vers 1775 à Naxos - 1855 Paris), italienne native de l'île de Naxos, fille de Thomaso Summaripa. Ce mariage et la demande de séparations des biens entre les époux Gaudin, donneront lieu à plusieurs procès à partir de 1809. 
Il a eu de son mariage :  
- Athénaïs Laure Pauline Gaudin, puis Gaudin de Gaëte, née en 1809 à Paris et décédée en 1871 à Paris, adoptée par son beau-père le ministre Charles Gaudin de Gaëte ; elle épouse le marquis de Girardin[6].

## Ouvrages
- Corps législatif, Conseil des Cinq-Cents, Motion d'ordre d'Émile Gaudin (de la Loire) sur la nécessité de prendre des mesures promptes et sévères contre la désertion intérieure, séance du 24 fructidor an VII, Paris, Imprimerie Nationale, 1798, 6 p.
- Corps législatif, Conseil des Cinq-Cents, Discours prononcé par Émile Gaudin (de la Loire) après la lecture du message du Directoire exécutif, séance du 18 vendémiaire an VIII, Paris, Imprimerie Nationale, 1799, 7 p.
- Corps Législatif, Commission du Conseil des Cinq-Cents, Rapport fait par Émile Gaudin (de la Loire) sur l'organisation définitive de l'École polytechnique, séance du 16 frimaire an VIII, Paris, Imprimerie Nationale, 1799, 19 p.
- Du soulèvement des nations chrétiennes dans la Turquie européenne, ses causes, ses résultats probables, son influence présumable sur les intérêts présens et futurs de l'Europe en général et sur ceux de la France en particulier, Paris, Imprimerie Trouvé, 1822, 119 pages[7].